# Ibuprofen
Ibuprofen är en febernedsättande, antiinflammatorisk och smärtstillande medicin tillhörande gruppen   icke-steroida antiinflammatoriska läkemedel, (NSAID) som varken är beroendeframkallande eller narkotikaklassad. Ämnet är ett korttidsverkande preparat och säljs receptfritt på apotek. Namnet ibuprofen är ett teleskopord bildat av delarna i, bu, pro och fen från ämnets systematiska namn 2-(4-isobutylfenyl)propansyra.

## Läkemedel
Ipren, Ibumetin, Alindrin, Ibumax och Burana är exempel på läkemedel i Sverige och Finland som innehåller ibuprofen som verksam substans.

## Medicinsk användning
Ibuprofen används främst för att behandla feber, mild till måttlig smärta, exempelvis smärtlindring efter operation, smärtsamma menstruationer, artros, tandvärk, huvudvärk och smärta från njurstenar.

## Biverkningar
Det finns ett starkt samband mellan dosen ibuprofen (normalt är högsta intag för vuxna 1200 mg/dag) och allvarliga biverkningar från mag- och tarmkanalen. De vanligaste biverkningarna är magont, förstoppning, illamående, kräkningar och diarré. Trötthet, hudutslag och huvudvärk är andra vanliga biverkningar.
Mindre vanliga biverkningar omfattar:
- Magsår
- Gulsot
- Njurskador
- Klåda
- Små blödningar i hud och slemhinnor
- Inflammation i magslemhinnan

Sällsynta biverkningar omfattar:
- Allergisk reaktion
- Vätskeansamling i kroppen
- Brustet magsår
- Leverskador
- Synnedsättning
- Tinnitus

Läkemedlet kan även medföra en liten ökad risk för hjärtinfarkt eller stroke. Ibuprofen rekommenderas inte till kvinnor som vill bli gravida, eftersom den minskade prostaglandinsyntesen kan göra det svårare att bli med barn. Hämning av prostaglandinsyntesen kan även påverka graviditeten. Detta gäller alla NSAID-preparat men påverkan på fertiliteten upphör när behandlingen upphör. Ibuprofen kan liksom alla andra NSAID-preparat ge en allvarlig biverkan kallad ASA-astma hos ungefär 10 % av alla astmatiker.

## Farmakologi

### Verkningsmekanism
Ibuprofen verkar genom att hämma enzymerna COX-1 och COX-2, där "COX" står för cyklooxygenas. Därför kallas också denna typ av läkemedel för COX-hämmare. När COX hämmas så hämmas syntesen av prostaglandiner. Prostaglandiner har som funktion att bl.a. förstärka smärtsignalerna i kroppen och därför minskar smärtupplevelsen när man tar ibuprofen. Prostaglandinerna påverkar även kroppstemperaturen och inflammationer i kroppen, och på så sätt ger ibuprofen febersänkning och inflammationsdämpning. En ytterligare funktion som prostaglandinerna har är att skydda slemhinnorna i mag-tarmkanalen. När prostaglandinerna minskar till följd av ibuprofen, så minskar även skyddet och därför är de vanligaste biverkningarna i mag-tarmkanalen. Prostaglandinerna påverkar även glatt muskulatur i bronkerna, vilket gör att minskandet av dem i vissa fall kan framkalla astma.

### Den mer aktiva enantiomeren
Ibuprofen administreras som en racemisk blandning. S-enantiomeren tros vara den mer farmakologiskt aktiva enantiomeren. R-enantiomeren omvandlas genom en serie av tre huvudsakliga enzymer. Först omvandlas R-enantiomeren av enzymet acyl-CoA-syntetas till (-) - R-ibuprofen I-CoA. Sedan omvandlas (-)-R-ibuprofen I-CoA av enzymet 2-arylpropionyl-CoA epimeras till (+) - S-Ibuprofen I-CoA. Slutligen omvandlas (+)-S-ibuprofen I-CoA av enzymet hydrolas till S-enantiomeren. Förutom omvandlingen av ibuprofen till S-enantiomeren, kan kroppen metabolisera ibuprofen till flera andra föreningar, som hydroxyl-, karboxyl- och glukuronyltransferas metaboliter.

## Historia
Ibuprofen härleddes från propionsyra genom forskning av Boots under 1960-talet. Dess upptäckt var resultatet av forskning under 1950-talet för att hitta ett säkrare alternativ till aspirin. Den upptäcktes av en grupp ledd av Stewart Adams och patentansökan lämnades in 1961. Adams testade initialt drogen som behandling för sin baksmälla. Drogen lanserades som en behandling för reumatoid artrit i Storbritannien 1969 och i USA 1974. Senare, under 1983 och 1984, blev det den första NSAID (annat än acetylsalicylsyra) som var tillgänglig över disk i dessa två länder.  Adams tilldelades senare en OBE 1987. Boots tilldelades Queens Award för tekniska framsteg för utvecklingen av läkemedlet 1987.

## Marknadsföring
Ipren lanserades i Sverige med en omtalad reklamfilm, där en tablett spelad av Johann Neumann sjunger en visa med texten "Jag är Ipren, den intelligenta värktabletten".[källa behövs]